# Gynoplistia albicincta
Gynoplistia albicincta är en tvåvingeart som beskrevs av Edwards 1923. Gynoplistia albicincta ingår i släktet Gynoplistia och familjen småharkrankar. Inga underarter finns listade i Catalogue of Life.